# Gérard Jugnot

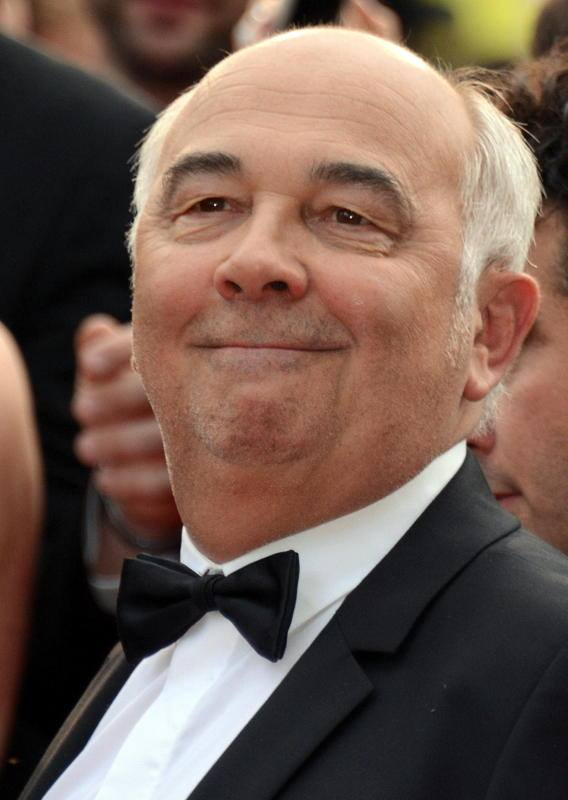
Gérard Jugnot (2014)

Gérard Jugnot (* 4. Mai 1951 in Paris) ist ein französischer Schauspieler, Regisseur und Drehbuchautor. Er hat in über 70 Filmen als Darsteller mitgewirkt, das Drehbuch zu mehr als zwei Dutzend Filmen verfasst und in neun auch selbst Regie geführt.

## Leben
In der Schule lernte Jugnot seine späteren Schauspielkollegen Christian Clavier, Josiane Balasko und Thierry Lhermitte kennen. Mit ihnen gründete er später die Theatergruppe Equipe du Splendid, die in den Achtzigerjahren in Pariser Theatern auftrat und, meist mit dem Regisseur Patrice Leconte, einige Filme drehte – darunter die Filmreihe Les Bronzés.
Seine ersten größeren Filmauftritte hatte Jugnot 1976 in Roman Polańskis Der Mieter und in Bertrand Taverniers Monsieur Klein (mit Jeanne Moreau und Alain Delon). Nach der Auflösung der Equipe du Splendid drehte Jugnot zunächst zwei Filme als Regisseur: Scout toujours und Pinot simple flic. 1986 war er in Lecontes Film Tandem zu sehen, 1991 in Les secrets professionnels du Dr Apfelglück. 1996 feierte er mit Fallait pas…!, wobei er unter anderen mit Jean Yanne drehte, seinen ersten großen Erfolg als Regisseur.
Monsieur Batignole (2002) erzählt die Geschichte eines Mannes (gespielt von Jugnot selbst) während der deutschen Besatzung Frankreichs, dessen Tochter mit einem Kollaborateur verlobt ist.
Als Produzent und Schauspieler wirkte Jugnot im Jahr 2004 bei einem der erfolgreichsten französischen Filme überhaupt, Die Kinder des Monsieur Mathieu, mit.
Boudu (2005) bedeutete für Jugnot ebenfalls einen großen Erfolg. Vor der Kamera standen neben ihm selbst Gérard Depardieu und Catherine Frot. Im Frühjahr 2006 lief in den französischen Kinos der Film Les Bronzés 3 – Amis pour la vie, in dem die Equipe du Splendid ihr Wiedersehen feiert. Der Film wurde in den ersten sechs Wochen von über 10 Millionen Zuschauern gesehen.

## Privatleben
Jugnot hat mit der Kostümbildnerin Cécile Magnan einen Sohn namens Arthur, der ebenfalls Schauspieler ist.

## Filmografie (Auswahl)
- 1973: Mach’s gut, Nicolas (Salut, l’artiste)
- 1974: Die Ausgebufften (Les valseuses)
- 1975: Der Clou der Madame P.p. (C’est pas parce qu’on a rien à dire qu’il faut fermer sa gueule)
- 1975: Wenn das Fest beginnt … (Que la fête commence …)
- 1976: Das Spielzeug (Le jouet)
- 1976: Ein Tolpatsch auf Abwegen (On aura tout vu!)
- 1976: Die Herren Dracula (Dracula père et fils)
- 1976: Der Richter und der Mörder (Le juge et l’assassin)
- 1976: Monsieur Klein (Mr. Klein)
- 1977: Der tolle Käfer in der Rallye Monte Carlo (Herbie Goes to Monte Carlo)
- 1977: Verwöhnte Kinder (Des enfants gâtés)
- 1978: Die Strandflitzer (Les bronzés)
- 1979: Les héros n’ont pas froid aux oreilles
- 1980: Der Regenschirmmörder (Le coup du parapluie)
- 1982: Da graust sich ja der Weihnachtsmann (Le père Noël est une ordure)
- 1983: Papy fait de la Résistance
- 1984: Ein Klassemädchen (Just the Way You Are)
- 1987: Ein unzertrennliches Gespann (Tandem)
- 1990: Sheherazade – Mit 1001 PS ins Abenteuer (Les 1001 nuits)
- 2002: Monsieur Batignole (& Regie)
- 2003: Les clefs de bagnole
- 2004: Die Kinder des Monsieur Mathieu (Les choristes)
- 2005: Tortur d’amour – Auf immer und ledig (Il ne faut jurer de rien!)
- 2005: Boudu
- 2007: L’auberge rouge
- 2007: Die Schatzinsel (L’île aux trésors)
- 2007: Ali Baba und die 40 Räuber (Ali Baba et les 40 voleurs, Fernsehzweiteiler)
- 2008: Paris, Paris – Monsieur Pigoil auf dem Weg zum Glück (Faubourg 36)
- 2009: Der kleine Nick (Le petit Nicolas)
- 2009: La siciliana ribelle
- 2011: Krieg der Knöpfe (La nouvelle guerre des boutons)
- 2012: Väter und andere Katastrophen (Un jour mon père viendra)
- 2012: Asterix & Obelix – Im Auftrag ihrer Majestät (Astérix et Obélix: Au service de sa majesté)
- 2013: Adieu Paris
- 2014: Babysitting
- 2017: C’est beau la vie quand on y pense
- 2018: Die unglaubliche Reise des Fakirs, der in einem Kleiderschrank feststeckte (The Extraordinary Journey of the Fakir)
- 2021: Meine schrecklich verwöhnte Familie (Pourris gâtés)
- 2022: Alibi.com 2